# Albertus Lycklama à Nijeholt (1761-1846)

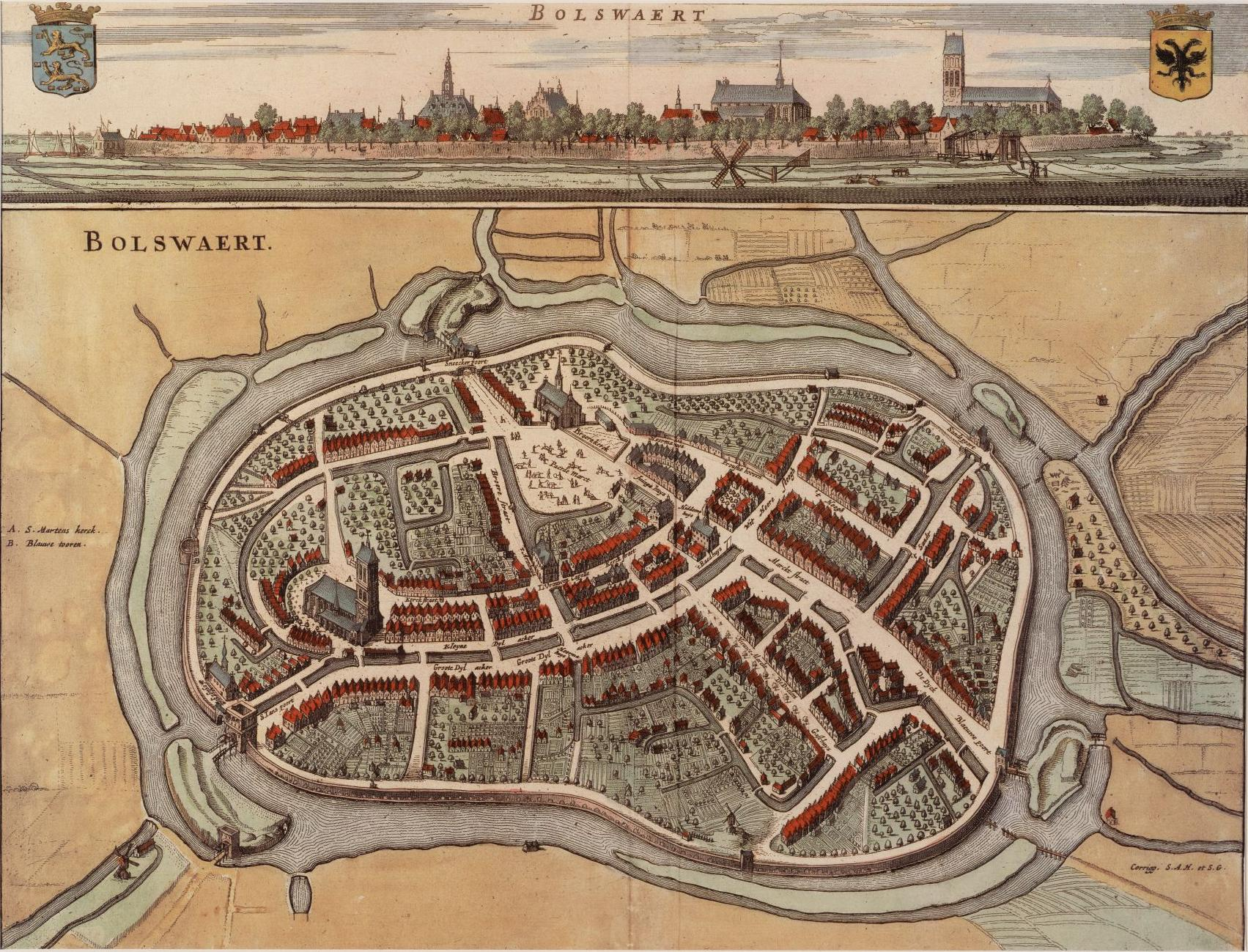
Historische kaart en stadsgezicht van Bolsward uit 1664

Albertus Lycklama à Nijeholt (Bolsward, 28 april 1761 – Zwolle, 15 december 1846) was een legendarische patriot uit Bolsward en legerofficier in het Bataafs Legioen.

## Biografie

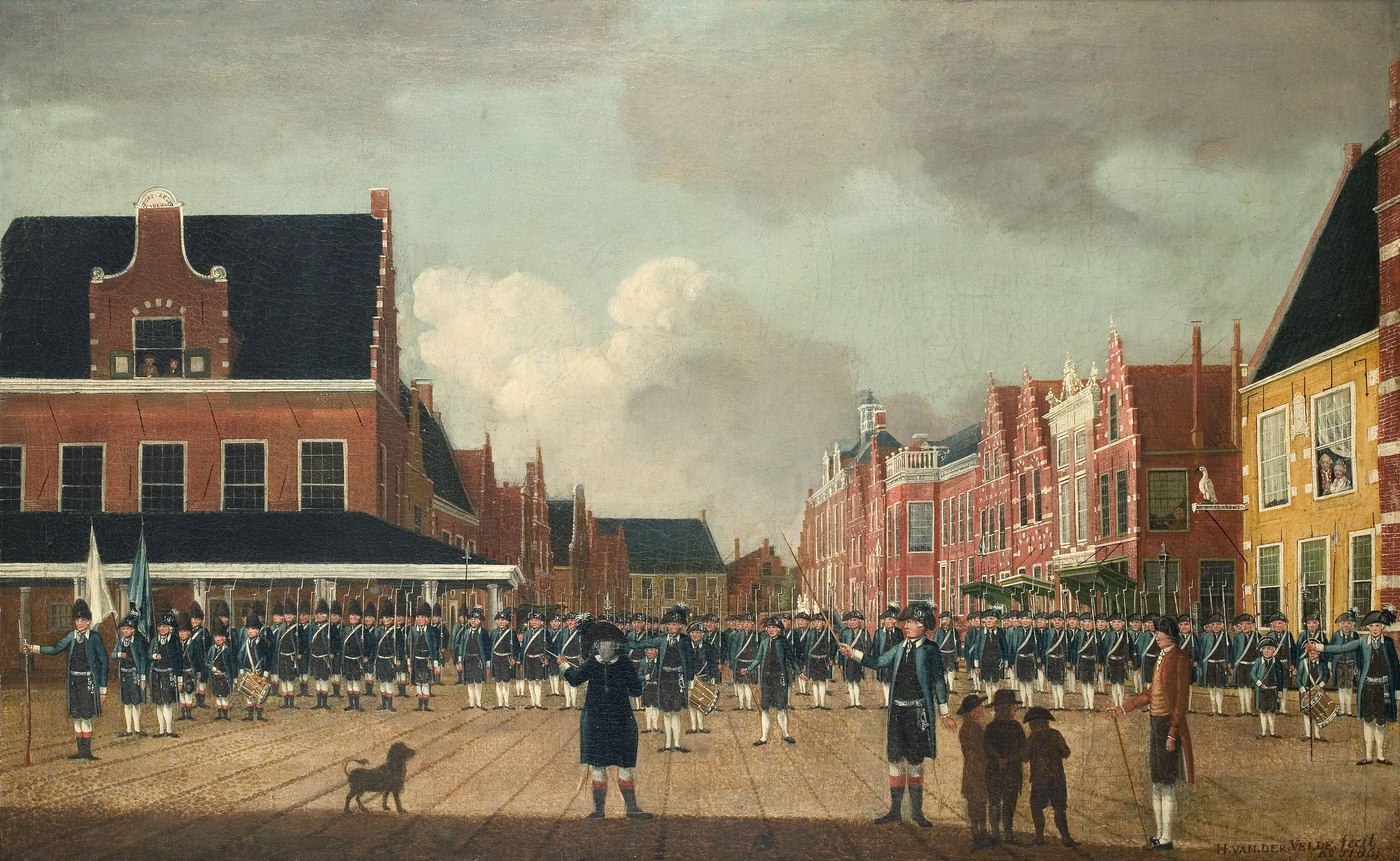
Het Exercitiegenootschap van Sneek (1786), verzameld op de Marktstraat, door Hermanus van de Velde. Fries Scheepvaart Museum, Sneek

Albertus Lycklama was een zoon van Hector Jacob Lycklama à Nijeholt (1736-1772), advocaat in Bolsward en Rinske Willemsdr. Feersma (1735–1793).
Hij is vernoemd naar zijn grootvader Albertus Lycklama à Nijeholt Sr., afstammeling uit het geslacht Lycklama à Nijeholt. Albertus is geboren en getogen in Bolsward, maar over opleiding is niet veel bekend. Deze militair begon zijn carrière als textielhandelaar.

## Patriottentijd
Albertus was geen lid van de vrijwillige schutterij, zoals zijn broer Willem, maar schijnt toch te zijn gegrepen door de ideeën van het patriottisme in Bolward. Albert werd luitenant van een compagnie der vrijwillige schutterij te Franeker, nadat Coert Lambertus van Beyma in Leeuwarden zich afscheidde van de Provinciale Staten en een soort coup beraamde vanuit Franeker. Daar verschanste hij met een twaalftal medestanders en een legertje, dat op 4 september was uitgegroeid tot 1500 man. (Het Friese legertje, bestaande uit vrijwilligers, schijnt aanvankelijk groter te zijn geweest, maar door de weerstand die het opriep en de sancties die werden ingesteld liep het aantal terug.
Op 7 september liet Van Beyma een verklaring, een Declaratoir, uitgaan naar zijn landgenoten, de Staten van Friesland, en de dertig grietenijen en de elf steden. Op dinsdagochtend 11 september 1787 werd in de vroedschap van Bolsward beraadslaagd om "Franeker Staten" te erkennen en het Declaratoir te ondertekenen. Op hoge toon werd door Wopko Cnoop, een van de officieren en secretaris van de vrijwillige schutterij, het woord gevoerd. Op dezelfde dag ging Willem Lycklama à Nijeholt de belastingontvanger Pier Westerbaen achterna, die de stadskas in Leeuwarden poogde te afleveren. Albertus ging die dag met ging op 11 september 1787 met een detachement vrij-corporisten uit Franeker, onder het commando van de zilversmid Bernardus Jelgerhuis, vanuit Bolsward op weg naar Lemmer, om te verhinderen dat de troepen van de Pruisische koning Frederik Willem II vanuit Wesel Friesland zouden binnenvallen. Op 13 september kwamen de manschappen daar aan. Albertus liet vervolgens in Sloten de bruggen ophalen, de stadspoorten en -bomen sluiten en de vroedschap bijeenkomen. Hij maakte zich meester van elf kanonnen die hij meenam naar Lemmer.

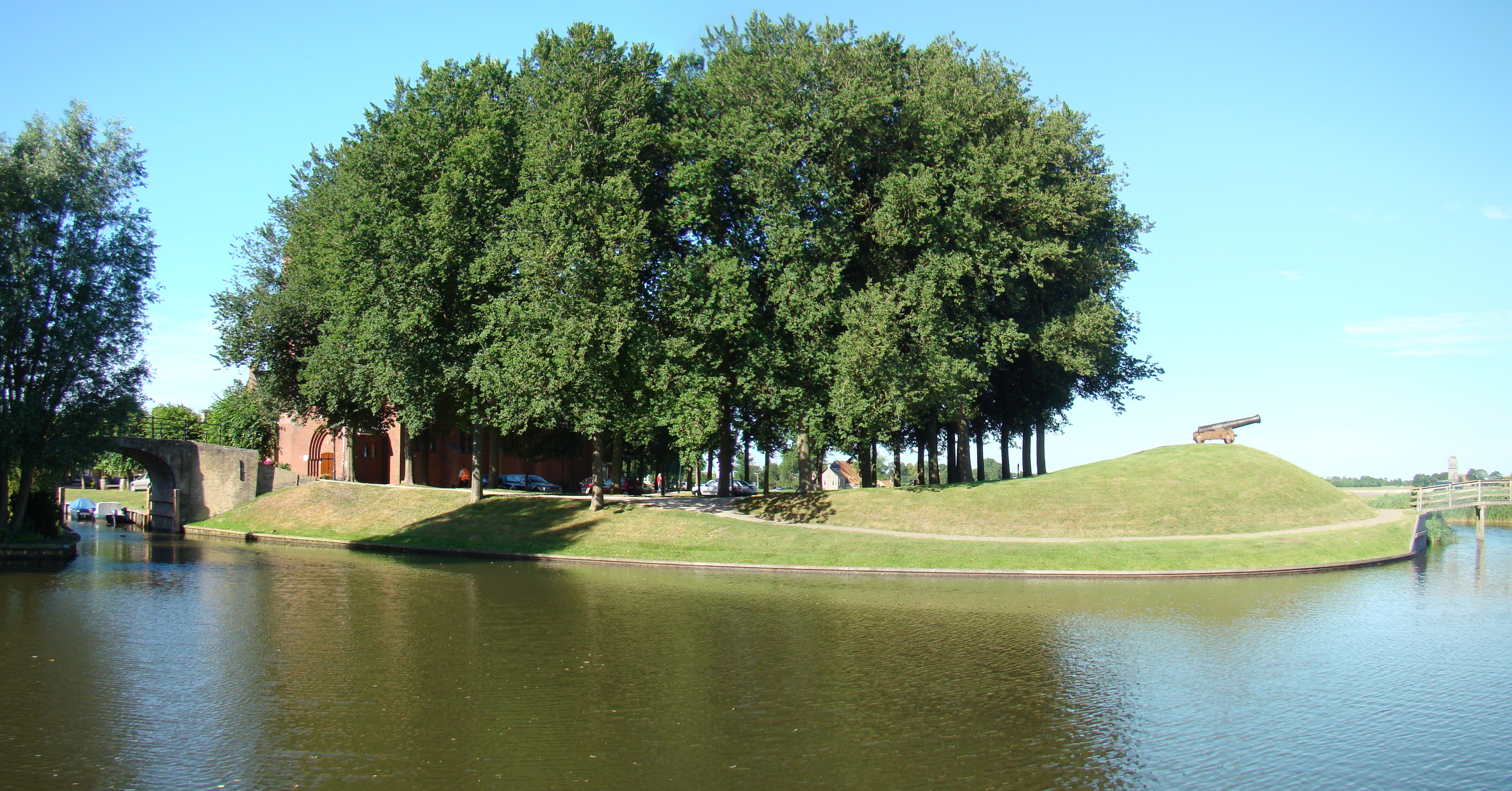
Sloten. Bolwerk met kanon

Toen op zondagmiddag 23 september duidelijk werd dat prins Willem V teruggekeerd was naar Den Haag, de financiële middelen beperkt waren en er onvoldoende steun van de bevolking en Frankrijk was, werd het de patriotten in Friesland aangeraden via Lemmer en Stavoren naar Amsterdam te vluchten (25 september), met medeneming van ca 3000 duizend gulden, die ze van de belastingontvanger Cornelis Witteveen, de havenmeester en de bruggenwachter hadden weten los te krijgen. Amsterdam bezweek begin oktober. Enkele duizenden patriotten in 1787 vluchten naar het Franse Saint-Omer, zo ook Albertus en zijn broer Willem. Op 28 april 1788 werd Lycklama ter verantwoording geroepen, maar de vogel was gevlogen. Albertus is bij verstek veroordeeld en er is beslag gelegd op zijn goederen.

## Franse tijd

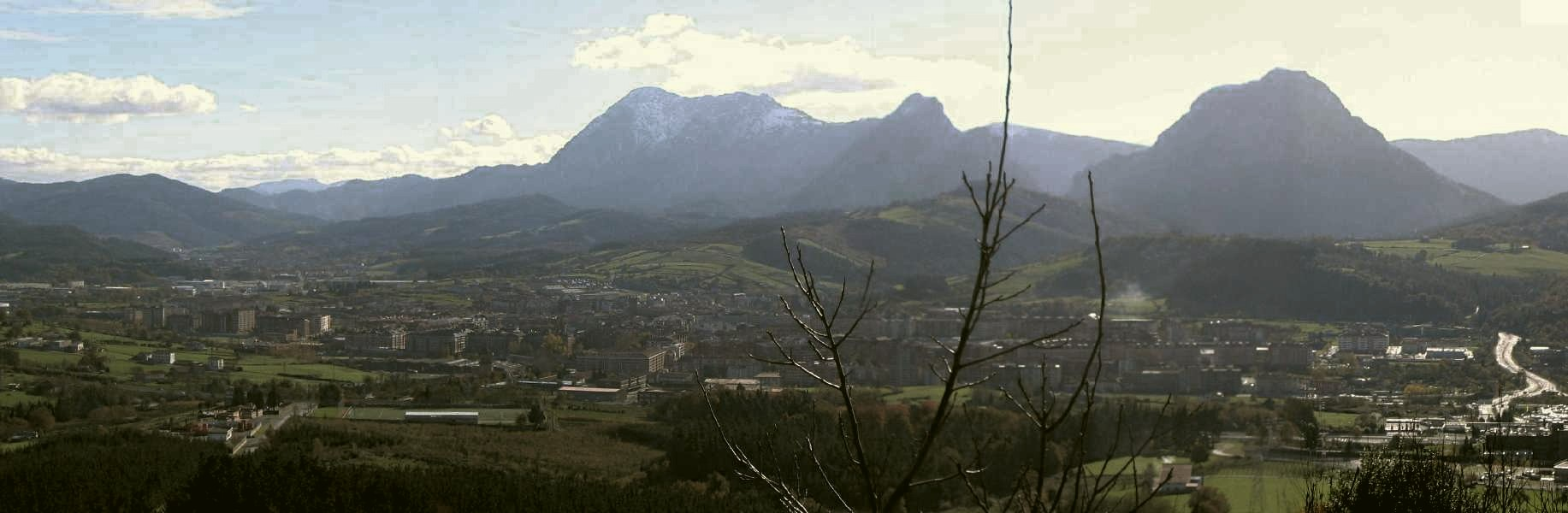
Zicht op Durango

Op 27 maart 1795 keerde hij terug in Bolsward als kapitein van het Bataafs Legioen waar hij werd verwelkomd als ‘Bataafs burgerheld’.
Hij werd enkele maanden later luitenant-kolonel. Op 27 augustus 1799, bij de landing van de Engelsen bij Castricum, voerde hij in deze rang het bevel over het 1e bataljon van de 5e halve brigade.
In 1806 werd Lycklama benoemd tot kolonel der infanterie. Onder maarschalk Édouard Mortier nam hij deel aan de slag bij Pasewalk in Pommeren tegen de Zweden op 16 oktober 1807; daarbij onderscheidde hij zich door zijn dapperheid en koelbloedigheid. Hij voerde tijdens deze slag het bevel over het 2e regiment infanterie.
In augustus 1808 kreeg hij de leiding over het 1e bataljon van het tweede en het 2e bataljon van het vierde regiment van de linie. Daarna onderscheidde hij zich bij de slag bij Durango (Spanje) (31 oktober 1808) en bij Mesa de Ibor (17 maart 1809). In 1809 werd hij bevorderd tot generaal-majoor der infanterie. Hij ontving met vier anderen het ridderkruis van het Legioen van Eer. Verder was Lycklama ridder van de Orde van de Unie en de Orde van de Reünie.